# Chuck Hittinger
William Charles „Chuck“ Hittinger II (* 12. Februar 1983 in São Paulo, São Paulo, Brasilien) ist ein US-amerikanischer Schauspieler.

## Leben
Hittinger wurde am 12. Februar 1983 in São Paulo geboren. Erste Erfahrungen sammelte er im Schultheater seiner Grundschule, wo er unter anderen Thomas Alva Edison in dem Musical The Electric Subshine Man darstellte. Er besuchte die Carnegie Mellon University School of Drama, wo er Schauspiel studierte. Nach seinem Abschluss zog er nach Los Angeles, um seine neu erworbenen Fähigkeiten als Filmschauspieler in die Praxis umzusetzen. Er besuchte Schauspiellehrgänge an den Berg Studios in Atwater Village.
Sein Filmschauspieldebüt gab Hittinger 2004 in dem Spielfilm When Tyrants Kiss. Es folgten in den nächsten Jahren Episodenrollen in den Fernsehserien Cold Case – Kein Opfer ist je vergessen, CSI: Miami und Without a Trace – Spurlos verschwunden sowie 2007 die Rolle des Finn im Fernsehfilm Grendel. Im selben Jahr übernahm er außerdem eine Nebenrolle im Fernsehfilm All I want for Christmas. In den folgenden Jahren konnte er sich über verschiedene Episodenrollen als Schauspieler etablieren.
2009 war er in insgesamt drei Episoden der Fernsehserie JONAS – Die Serie in der Rolle des Van Dyke zu sehen. Von 2010 bis 2011 stellte er die Rolle des Sean Ackard in insgesamt neun Episoden der Fernsehserie Pretty Little Liars dar. 2012 hatte er eine Nebenrolle in American Pie: Das Klassentreffen. In den B-Movie-Fernsehfilmen Sharknado – Genug gesagt! von 2013, dem ersten Teil der Sharknado-Reihe und 2018 in Sharknado 6: The Last One, dem letzten Teil der genannten Reihe, stellte er jeweils die Rolle des Matt Shepard dar.

## Filmografie

### Schauspieler
- 2004: When Tyrants Kiss
- 2005: Cold Case – Kein Opfer ist je vergessen (Cold Case) (Fernsehserie, Episode 3x01)
- 2006: CSI: Miami (Fernsehserie, Episode 5x10)
- 2007: Grendel (Fernsehfilm)
- 2007: Without a Trace – Spurlos verschwunden (Without a Trace) (Fernsehserie, Episode 5x18)
- 2007: All I want for Christmas (Fernsehfilm)
- 2008: CSI: Vegas (CSI: Crime Scene Investigation) (Fernsehserie, Episode 8x11)
- 2008: 90210 (Fernsehserie, Episode 1x02)
- 2008: Boogeyman 3
- 2008: Numbers – Die Logik des Verbrechens (NUMB3RS) (Fernsehserie, Episode 5x04)
- 2008: Emergency Room – Die Notaufnahme (ER) (Fernsehserie, Episode 15x05)
- 2009: 21 and a Wake-Up
- 2009: JONAS – Die Serie (Jonas) (Fernsehserie, 3 Episoden)
- 2010: Grey’s Anatomy (Fernsehserie, Episode 7x02)
- 2010–2011: Pretty Little Liars (Fernsehserie, 9 Episoden)
- 2012: American Pie: Das Klassentreffen (American Reunion)
- 2012: Bad Blood
- 2012: Stalked at 17 (Fernsehfilm)
- 2012: All the Wrong Notes (Fernsehserie, 2 Episoden)
- 2013: Notes from Dad (Fernsehfilm)
- 2013: Sharknado – Genug gesagt! (Sharknado) (Fernsehfilm)
- 2013: Prom?! (Kurzfilm)
- 2014: Bullet
- 2015: Transference (Kurzfilm)
- 2016: Traitor Knight (Kurzfilm)
- 2018: Bad Tutor (Fernsehfilm)
- 2018: Sharknado 6: The Last One (The Last Sharknado: It’s About Time) (Fernsehfilm)
- 2019: Killer Reputation (Fernsehfilm)
- 2020: A Ring for Christmas
- 2021: Dinner Party